# Mikronesien
Mikronesien (von  μικρός mikros „klein“ und νῆσοι nēsoi „Inseln“, also „Kleine Inseln“) ist ein Inselgebiet im westlichen Pazifischen Ozean.

## Geographie

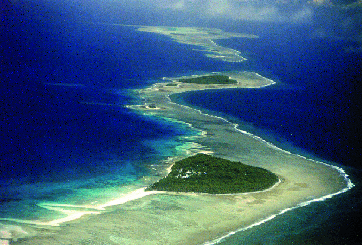
Atoll der Karolinen

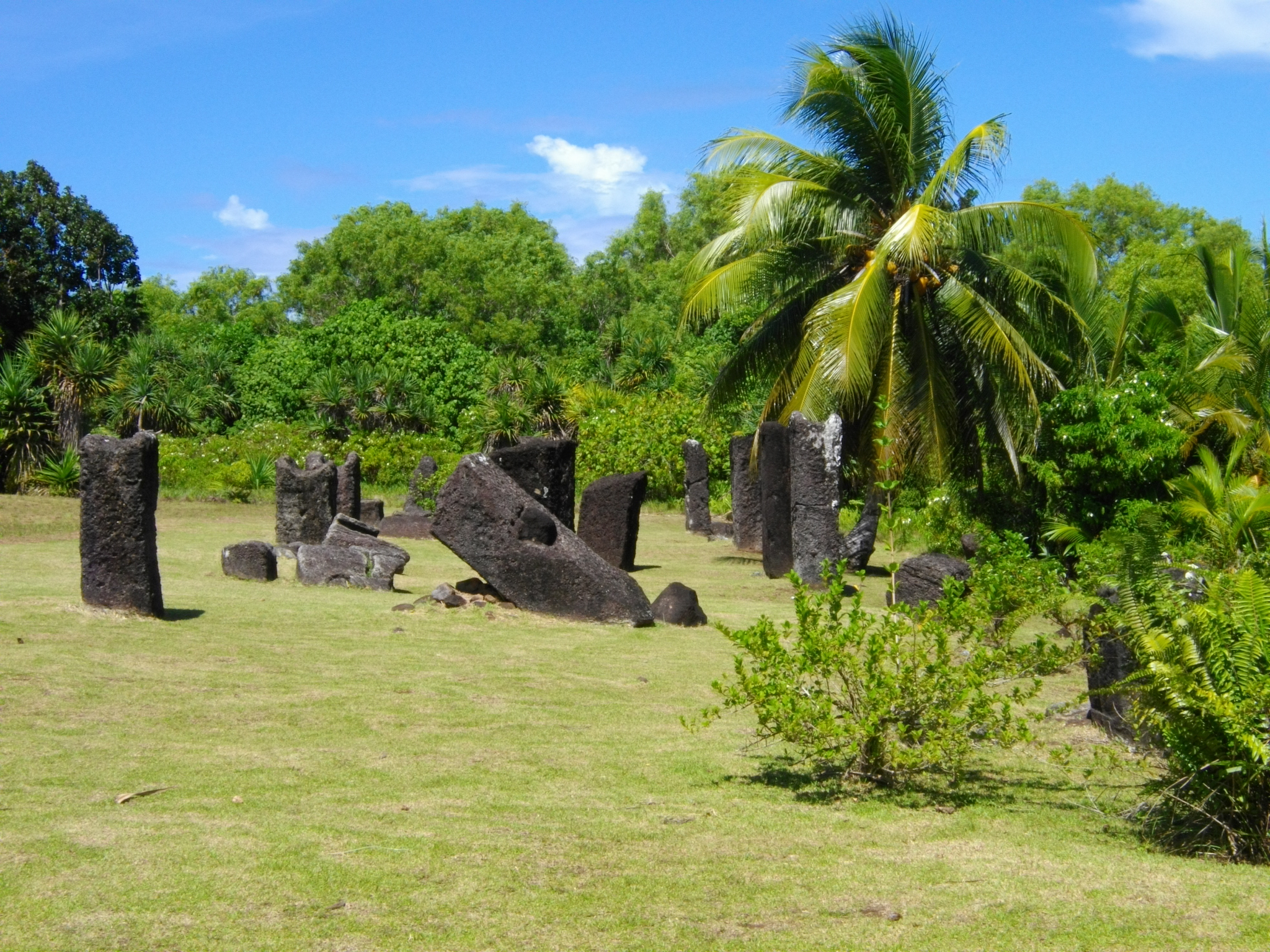
Monolithe auf der Insel Babeldaob

Mikronesien ist ein Sammelbegriff für ein „Inselmeer“ von über 2000 tropischen Inseln und Atollen, die auf über sieben Millionen Quadratkilometern des westlichen Pazifischen Ozeans verstreut sind. Geographisch liegen die meisten Inseln nördlich des Äquators. Die Distanz von einem Ende Mikronesiens zum anderen beträgt fast 4000 Kilometer. Mikronesien besteht nicht nur aus einem Land, sondern aus mehreren unabhängigen Ländern, die zum großen Teil früher zum Treuhandgebiet Pazifische Inseln gehörten.
Mikronesien besteht aus mehreren Inselgruppen, die jeweils eigenständige Kultur, Sprache und Geschichte haben. Die Marianen teilen sich in das amerikanische Guam und die mit den USA assoziierten Nördlichen Marianen, die Karolinen bestehen aus den zu den Föderierten Staaten von Mikronesien gehörenden Inselgruppen Yap, Chuuk, Pohnpei und Kosrae, außerdem dem unabhängigen Palau (Belau). Gemeinsam mit den Marshallinseln, aber ohne Guam, bildeten diese Inseln vor dem Ersten Weltkrieg eine deutsche Kolonie, später zunächst ein japanisches Völkerbundsmandat, nach dem Zweiten Weltkrieg ein UNO-Treuhandgebiet unter US-Hoheit. Die früher britischen Gilbertinseln bilden heute den Kern von Kiribati. Nauru war seit 1888 deutsches Protektorat und nach dem Ersten Weltkrieg Völkerbundsmandat bzw. UN-Treuhandgebiet unter australisch-britisch-neuseeländischer Verwaltung.

## Kultur

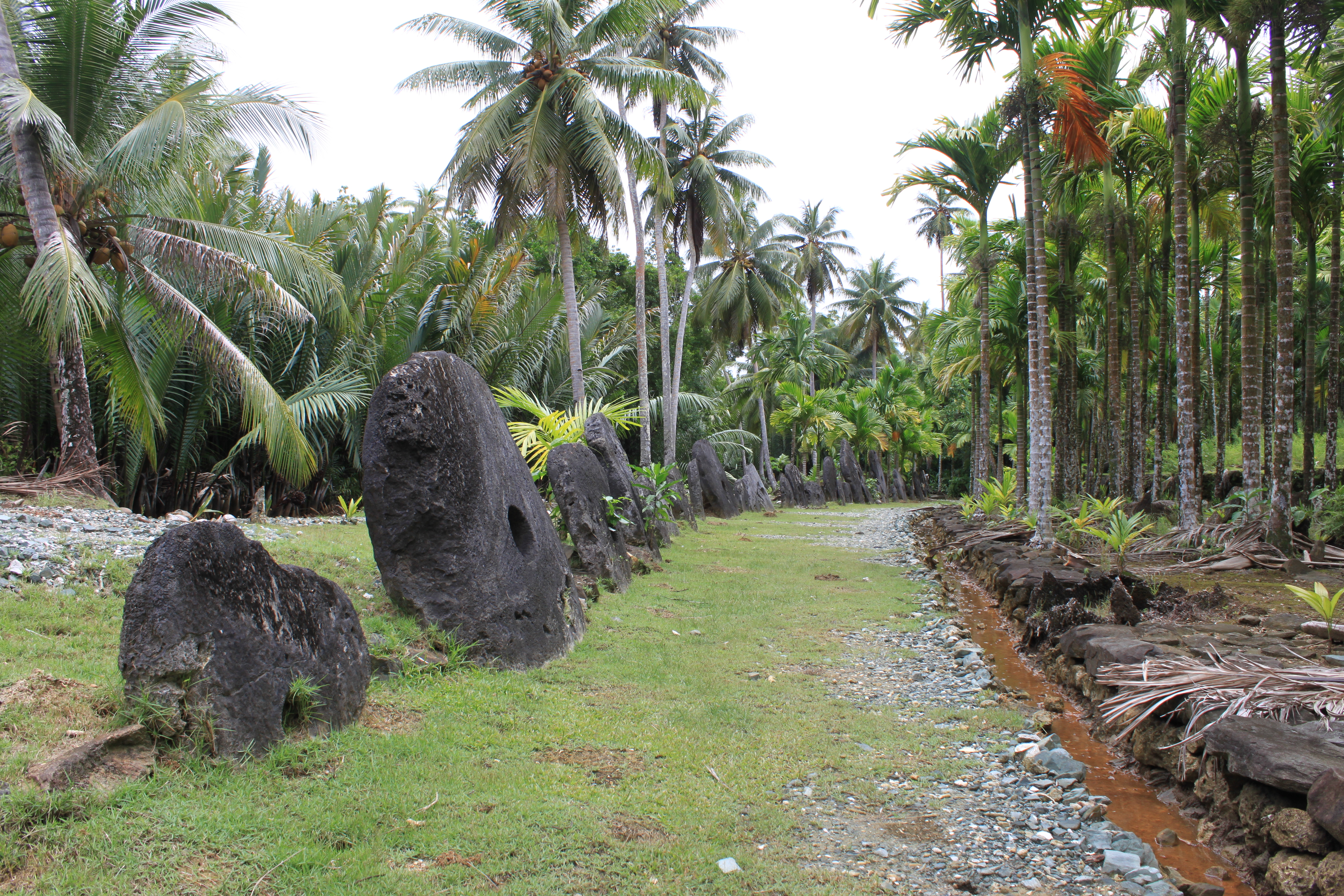
Aufgereihtes Steingeld auf Yap

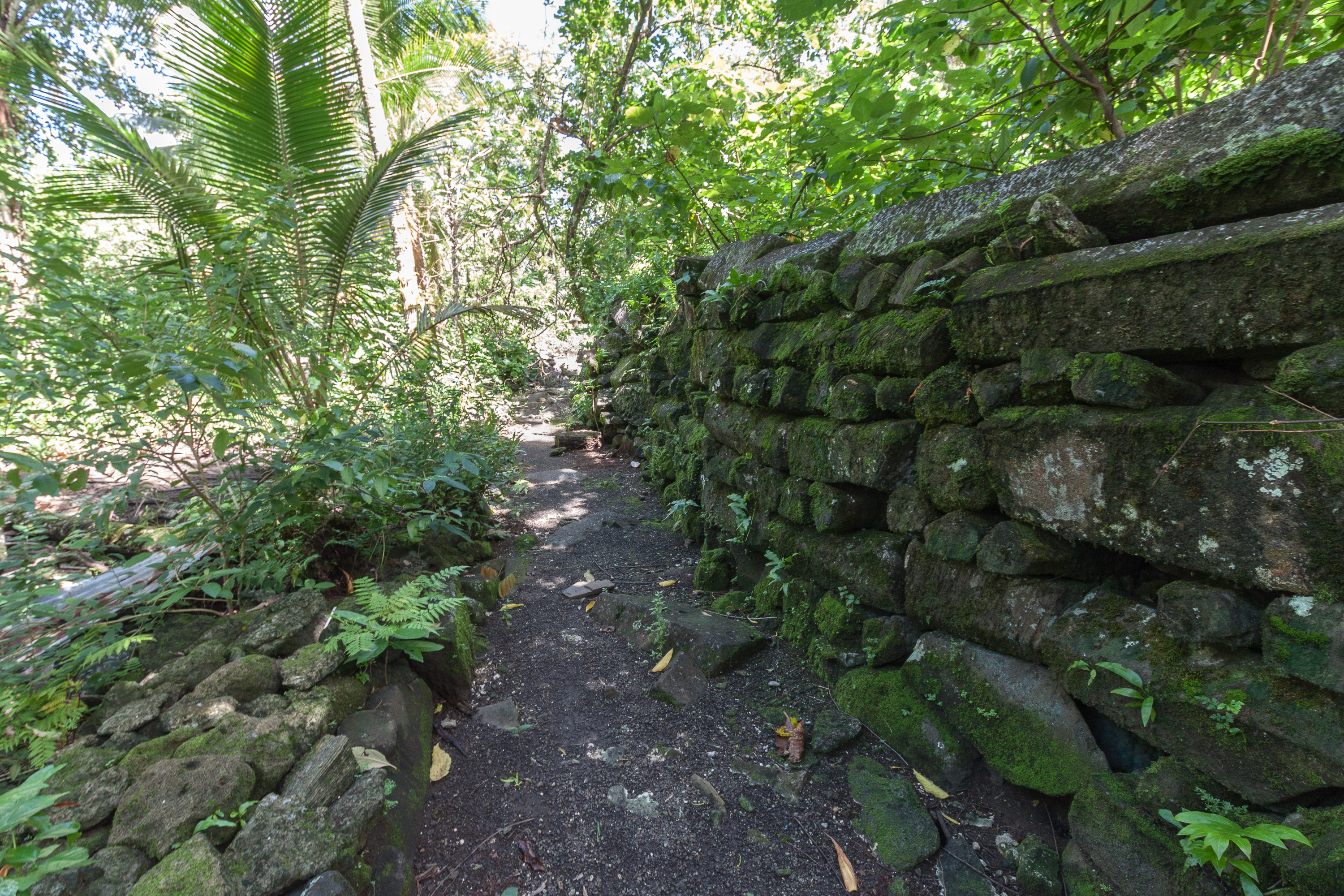
Ruinenstadt auf Lelu

Mikronesien wird häufig als gemeinsames Kulturareal betrachtet. Die Inseln Mikronesiens sind in kultureller Hinsicht nicht so heterogen wie die Inseln Polynesiens oder Melanesiens, da sie voneinander leichter über das Meer erreichbar sind und sich in Bezug auf die geringe Verfügbarkeit von Rohstoffen sehr ähneln. Fast alle sind Atolle oder flache Koralleninseln, die sich in ihrer geologischen Beschaffenheit und ihrer artenarmen Pflanzen- und Tierwelt kaum voneinander unterscheiden, und im Gegensatz zu Polynesien weisen Boote, Gebäude und Gegenstände nur relativ wenige Verzierungen auf. Da die meisten Inseln Mikronesiens eine relativ kleine Fläche haben und das Meer den Menschen, die über keinerlei Metalle verfügten, vertraut war, nutzte man eher Rohstoffe aus dem Meer wie Korallen und Muscheln und bediente sich bei ihrer Bearbeitung der Hilfsmittel, die das Meer bietet wie z. B. Haifischzähne, Stacheln von Meerestieren, scharfkantige Muschelschalen oder Korallen. An Land wuchsen außer Kokospalmen nur relativ wenige Bäume, deren Holz nutzbar war. Zur Herstellung von seetüchtigen Booten, bei denen vor allem Wert gelegt wurde auf Wendigkeit sowie Stabilität und weniger auf Verzierungen, war das Holz des Brotfruchtbaumes geeignet, doch war Holz wegen der geringen Fruchtbarkeit der Inseln stets relativ knapp. Die Segel wurden aus Palmfasern geflochten und bestehen heutzutage meistens aus Leinen. Für Flechtarbeiten, z. B. bei der Herstellung von Matten oder Fächern, verwendete und verwendet man neben Fasern und Blättern der Kokospalme auch die der Schraubenbäume (Pandanus).
Figürliche Darstellungen von Menschen oder Tieren sind in Mikronesien wenig verbreitet und finden sich am ehesten an Giebeln von Zeremonienhäusern, wie z. B. in Palau. Bei diesen Darstellungen werden an Farben nur Gelb, Schwarz, Weiß und in geringerem Umfang auch Rot verwendet.
Kunstwerke oder andere Artefakte aus Stein wurden nur auf wenigen Inseln Mikronesiens angefertigt, da das entsprechende Rohmaterial längst nicht auf allen Inseln – am ehesten auf einigen Inseln in Palau – verfügbar ist. Bekannt sind der Steinsarkophag Tet El Bad Stone Coffin sowie die teilweise menschenähnlich aussehenden Monolithe der Insel Babeldaob in Palau. Das Steingeld (Rai) der Insel Yap wurde ebenfalls auf Babeldaob angefertigt und auf dem Seewege mit Flößen nach Yap transportiert. Es handelt sich dabei um flache Scheiben aus Aragonit von bis zu 4 m Durchmesser mit einem Loch in der Mitte, die vor den Häusern zu sehen oder in „stone money banks“ genannten Gruppen an Wegen aufgereiht sind. Zu den architektonischen Besonderheiten Mikronesiens zählen die terrassierten Hügel (Chelechui Terraces) der Insel Babeldaob sowie die Ruinenstadt Nan Madol auf Pohnpei, die möglicherweise im 12. Jahrhundert angelegt wurde und aus bis zu 12 m hohen Mauern aus Basaltsäulen besteht.
Auch auf Lelu, das mit der größeren Nachbarinsel Kosrae über einen befahrbaren Damm verbunden ist, sind Ruinen einer zwischen 1400 und 1800 aus Basaltsäulen erbauten Stadt erhalten. Noch älter sind vermutlich die Ruinen von Menke im Innern von Kosrae selbst, zwischen denen die Reste eines Tempels zu sehen sind, in dem die Göttin Sinlaku, die Göttin der Brotfrucht, gelebt haben soll. Der Überlieferung nach verließ die Göttin Sinlaku die Insel Kosrae und begab sich zur Insel Yap, bevor 1852 die ersten christlichen Missionare eintrafen, und möglicherweise sind die Ruinen, die sich im Tal des Menke River befinden, die ältesten der gesamten Federated States of Micronesia.
Typisch für die Musik Mikronesiens ist das Fehlen von Musikinstrumenten sowie das rhythmische Klatschen der Hände und das Schlagen von Holzstäben beim Gesang. Selbst Trommeln sind nur auf wenigen Inseln bekannt, z. B. auf Pohnpei und Kosrae.
Beim Tanzen tragen die Frauen einen Rock aus Naturfasern und die Männer einen Lendenschurz. Auf der Insel Yap ist beim Tanzen das Tragen einer farbenfrohen Kopfbedeckung verbreitet, und die Insel Pohnpei ist für einen Sitztanz der Frauen bekannt. Bei nicht wenigen Tänzen Mikronesiens wird der Flug der Sturmvögel, die in den Sagen und Mythen eine wichtige Rolle spielen, imitiert, und häufig werden bereits Kinder zu Tänzern ausgebildet. Die Vertrautheit der Mikronesier mit dem Meer zeigt sich auch durch rudernde Bewegungen bei manchen Tänzen sowie durch die Tatsache, dass für manche Tänze ein Boot an Land geholt wird, das beim Tanzen herumgetragen wird oder in welchem anschließend getanzt wird.

## Geschichte

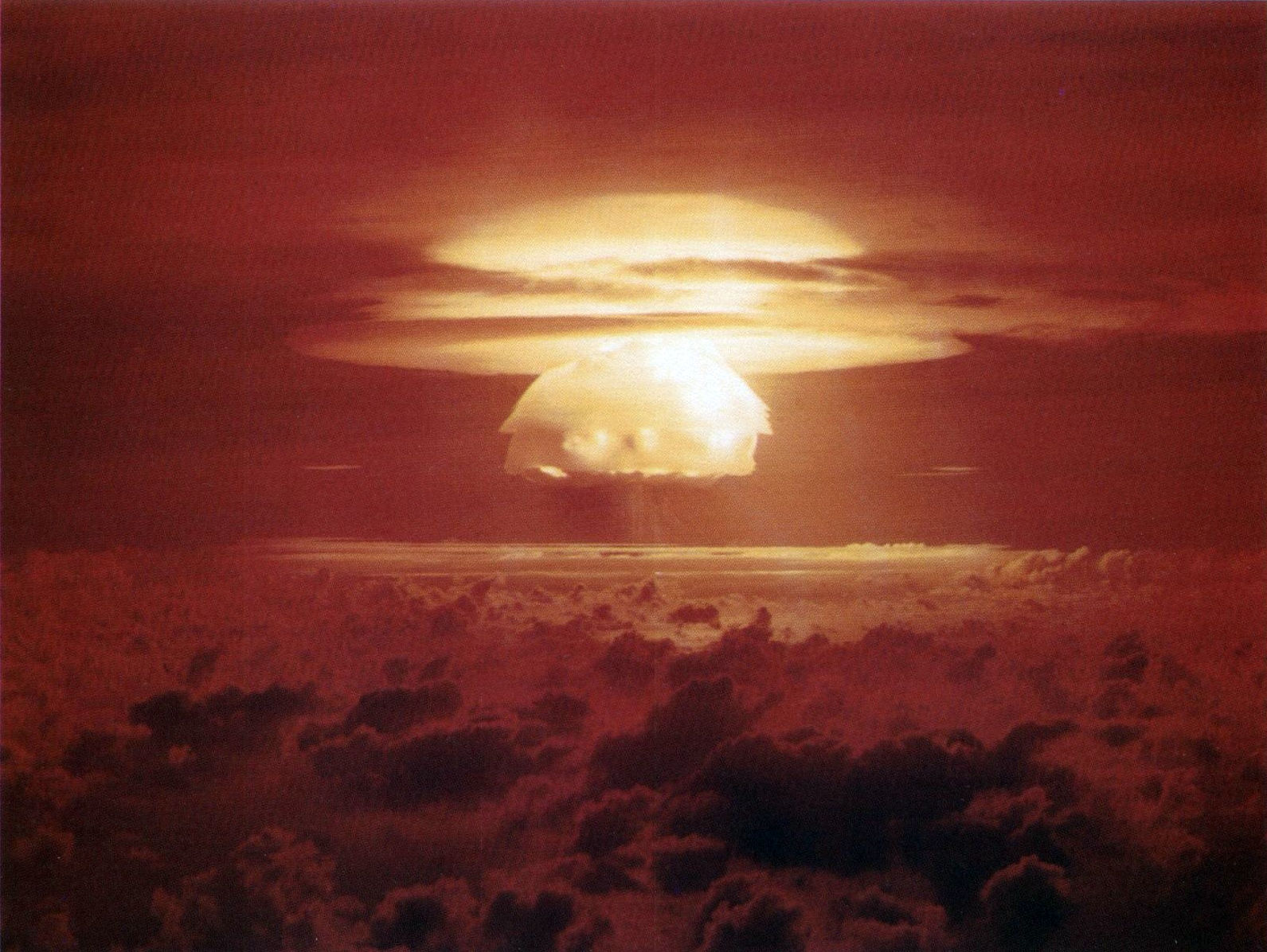
Kernwaffentest der USA

Die meisten Inseln wurden vor etwa 4000 bis 3000 Jahren besiedelt, größtenteils vom Malaiischen Archipel und Melanesien aus. Die ersten Europäer, die im 16. Jahrhundert die Gewässer um die Inseln befuhren, waren Spanier. Außer den Marianen, die als Zwischenstation für die Fahrt in die amerikanischen Kolonien strategische Bedeutung hatten, nahmen sie die Inseln aber zunächst nicht offiziell in Besitz. Das änderte sich im 18. und 19. Jahrhundert, als viele der Inseln beliebte Anlaufhäfen für Walfänger waren. Spanien nahm die westlichen, den Philippinen benachbarten Inseln in Besitz, Großbritannien beanspruchte seit 1892 die Gilbertinseln, Deutschland errichtete 1885 ein Protektorat über die Marshallinseln, 1888 über Nauru.
Nach der Niederlage im Spanisch-Amerikanischen Krieg 1898/99 trat Spanien Guam an die Vereinigten Staaten ab, die Karolinen und Marianen kaufte Deutschland 1899 Spanien ab. Im Ersten Weltkrieg eroberte Japan die meisten Inseln der deutschen Schutzgebiete in der Südsee und bekam sie 1920 als Japanisches Südseemandat vom Völkerbund zugesprochen. Nauru wurde von Großbritannien, Australien und Neuseeland gemeinsam verwaltet, die deutschen Südseekolonien außerhalb Mikronesiens gingen ebenfalls an Australien und Neuseeland.
Während des Zweiten Weltkriegs waren viele der Inseln umkämpft. Guam wurde von den Japanern 1941 erobert, ebenso die Gilbertinseln. 1943 und 1944 eroberten die USA und ihre Alliierten die Inseln gegen teilweise heftigen Widerstand der Japaner zurück und besetzten auch die bisher japanischen Inseln. Mehrere Inseln wurden zu Militärstützpunkten für die Bombardierung Japans ausgebaut. Von Tinian aus starteten die B-29-Bomber, die die Atombomben auf Hiroshima und Nagasaki abwarfen. Nach dem Krieg wurden die bisher japanischen Inseln als UN-Treuhandgebiet 1947 den USA überlassen. Diese führten im Treuhandgebiet Pazifische Inseln zahlreiche Kernwaffentests durch, wodurch mehrere Inseln wie Eniwetok und Bikini bis heute radioaktiv kontaminiert sind.

## Natur

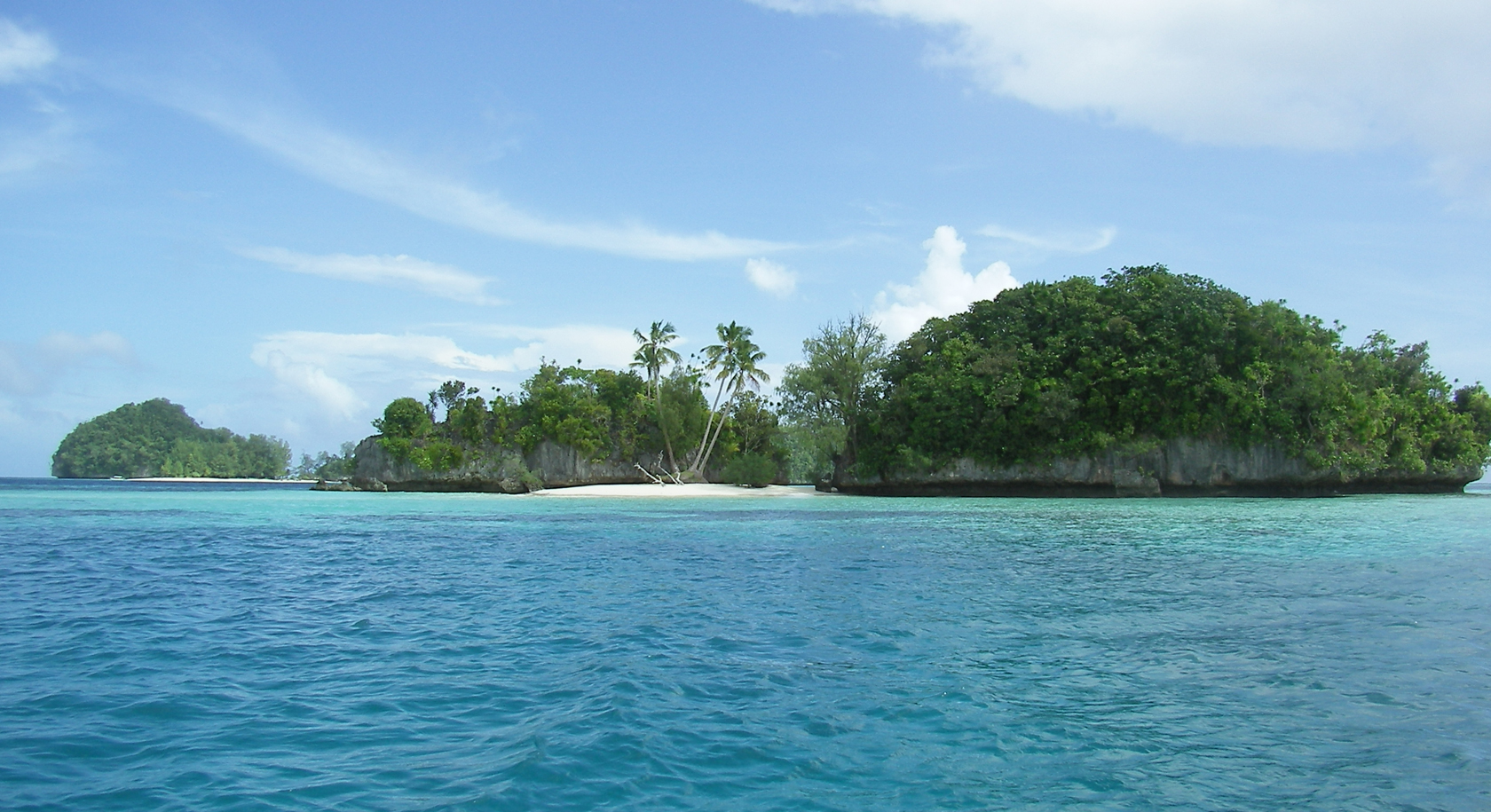
Naturschutzgebiet Chelbacheb-Inseln, Palau

Die Inseln werden vielfach als „wahres Naturmuseum“ hauptsächlich in den Lagunen und unter Wasser bezeichnet. Auch an Land im Dschungel sind viele historische Zeugen zu entdecken. Die Kombination von Naturereignissen, verschiedenen Kulturen, Gebräuchen und von Menschenhand verursachten Konflikten und ihre Hinterlassenschaften machen Mikronesien zu weltbekannten und interessanten Zielen für Taucher.

## Territorien
Mikronesien setzt sich aus diesen Staaten und abhängigen Territorien zusammen:
| Lage | Flagge | Land                                                                 | Hauptstadt   | Fläche in km² | Bevölkerung |
| ---- | ------ | -------------------------------------------------------------------- | ------------ | ------------- | ----------- |
|      |        | Föderierte Staaten von Mikronesien (ohne Kapingamarangi und Nukuoro) | Palikir      | 702           | 110.218     |
|      |        | Guam (zu USA)                                                        | Hagåtña      | 549           | 168.564     |
|      |        | Kiribati (ohne Line Islands und Phoenix Islands)                     | South Tarawa | 285           | 99.633      |
|      |        | Marshallinseln                                                       | Majuro       | 181           | 60.422      |
|      |        | Nauru                                                                | Yaren        | 21,10         | 10.084      |
|      |        | Nördliche Marianen (zu USA)                                          | Saipan       | 477           | 82.459      |
|      |        | Palau                                                                | Ngerulmud    | 508           | 19.907      |
|      |        | Wake (zu USA)                                                        | –            | 7,37          | 150         |